# Заєць Руслан Миколайович
Русла́н Микола́йович За́єць (нар. 14 серпня 1984 — 19 травня 2015) — солдат Збройних сил України.

## Життєвий шлях
Народився в Теклинівці, мешкав у селі Ковалівка Немирівського району, де закінчив ковалівську ЗОШ (сучасний Ковалівський навчально-виховний комплекс «Загальноосвітня школа І-ІІІ ступенів — ліцей»).
12 лютого 2015 року мобілізований, номер обслуги мотопіхотної роти 15-го окремого мотопіхотного батальйону.
19 травня близько полудня поруч із селом Катеринівка військовики помітили рух у лісопосадці в напрямі Стахановця біля самої лінії розмежування та вирушили на розвідку. Біля села знайшли покинуті позиції терористів. Повертаючись на мікроавтобусі з розвідки, загін потрапив у засідку. Терористи обстріляли з мінометів та гармат зі сторони Первомайська й Стаханова, полягли старший лейтенант Олег Булатов, солдати Денис Перепелиця, Вадим Савчак та Микола Щуренко, 2 вояків зазнали поранень.
6 військовиків 15-го батальйону вирушили на БРДМ на допомогу бійцям, які потрапили у засідку. Приблизно о 18:30, рухаючись по ґрунтовій дорозі, БРДМ підірвалась на фугасі. Руслан зазнав поранень, несумісних із життям. Тоді ж поліг Сергій Курилко, 3 вояки зазнали поранень.
Похований в 20-х числах травня 2015 року у селі Ковалівка, де без сина лишились батьки.

## Нагороди та вшанування
- Указом Президента України № 9/2016 від 16 січня 2016 року — орденом «За мужність» III ступеня (посмертно)[1]
- 13 жовтня 2015 року на фасаді головного корпусу Ковалівського НВК встановлено меморіальну дошку Руслану Зайцю.
- 11 липня 2017 року посмертно нагороджений медаллю Української православної церкви Київського патріархату «За жертовність і любов до України»[2]